# كفر المندرة
قرية كفر المندرة هي إحدى القرى التابعة لمركز أجا في محافظة الدقهلية في جمهورية مصر العربية
عمده القرية:العدوى السيد رزق يوسف.
حسب إحصاءات سنة 2006، بلغ إجمالي السكان في كفر المندرة 3491 نسمة، منهم 1783 رجل و1708 امرأة.